# Платошкін Микола Миколайович
Микола Миколайович Платошкін (нар. 19 жовтня 1965, Мещерино, Московська область) — російський дипломат, політолог та історик. Антиукраїнський пропагандист, прихильник окупації Криму Росією. Відомий перекручуванням і хибним трактуванням міжнародного права для виправдання збройної агресії РФ проти України на Донбасі.

## Біографія
Микола Платошкін народився 19 жовтня 1965 року в селі Мещерино Ступино району Московської області, росіянин. Батьки працювали в радгоспі: мати (закінчила академію імені Тімірязєва) — агрономом, батько (закінчив Інститут механізації сільського господарства імені Горячкіна) — інженером.
Закінчив Чулковську середню школу № 20 з золотою медаллю, там же отримав права тракториста-машиніста 3-го класу широкого профілю.
У 1982 році вступив в МДІМВ МЗС СРСР на факультет міжнародних відносин (Західне відділення), який з відзнакою закінчив у 1987 році. У 2003 році закінчив спецкурс для керівного складу при Дипломатичній академії Міністерства закордонних справ Російської Федерації (МЗС Росії).
З 1987 по 2006 рік працював в російських дипломатичних представництвах у ФРН і США.

## Робота в дипломатичних представництвах
Офіцер запасу.
З 1992 по 1995 роки — у четвертому Європейському департаменті МЗС Росії.
З 1995 на посаді першого секретаря знову був направлений в дипломатичне представництво Росії в Німеччині, в Берлін, де й працював до 1998 року. Платошкіну Н. Н., за його ж визнанням, вдалося домогтися повернення звання почесного громадянина міста Берліна першому Радянському коменданту Берліна Миколі Берзаріну, оскільки після возз'єднання Німеччини в 1990 році всі радянські громадяни були позбавлені такого звання. Також Платошкін Н. Н. допоміг у збереженні монумента Воїн-визволитель у Трептов парку в 1995 році, бо влада Німеччини збиралася знести монумент зважаючи на його аварійний стан.
У 1998 році очолив відділ Вірменії МЗС Росії.
З травня 2004 по 2006 роки на посаді віце-консула працював у консульстві Росії в Х'юстоні. Стояв біля витоків відкриття Російського культурного центру у столиці Техасу. За рішенням уряду США був висланий з країни за свою дипломатичну роботу.
У 2006 році залишив дипломатичну службу через поведінку МЗС щодо його дружини. У цьому ж році перейшов на викладацьку діяльність.
За власними словами, володіє чотирма іноземними мовами: німецькою, англійською, чеською, іспанською.

## Наукова і викладацька діяльність
Основні сфери наукової діяльності: історія Німеччини, історія країн Латинської Америки, історія Іспанії, історія Чехії, питання поточних міжнародних відносин і зовнішньої політики Росії, сучасна політика ФРН.
У 2003 році захистив кандидатську дисертацію на тему «Мемельске (Клайпедське) питання в міжнародних відносинах», а в 2009 році — докторську на тему «Причини і хід Берлінської кризи 1953—1961 рр.».
У 2009 році за підсумками творчого конкурсу на кращі матеріали, опубліковані в «Військово-історичному журналі» (№ 12, 2008), редакцією журналу Платошкіну була присуджена друга заохочувальна премія за статтю «Берлінська „блокада“ 1948—1949 рр. Міфи і реальність», вміщена в рубриці «З історії військово-політичних відносин».
В даний час Платошкін є завідувачем кафедри міжнародних відносин і дипломатії Московського гуманітарного університету. 25 травня 2018 року був завершений дворічний курс лекцій «Німеччина у воєнний і повоєнний час» в рамках вечірніх курсів Університету Дмитра Пожарського.

## Експерт на ТБ і радіо, відеоблогер
Микола Платошкін виступав експертом у різних теле — і радіопередачах: «60 хвилин» на телеканалі ВГТРК, «Час покаже» на Першому каналі, «Місце зустрічі» на телеканалі НТВ, «Право голосу» на телеканалі ТВ Центр, «Говорить Москва», радіо «Комсомольская правда» (до 25 травня 2020 року) та інших.
З 19 жовтня 2019 року, після заяви про намір бути кандидатом на виборах Президента Росії в 2024 році, більше не отримував запрошення виступати на основних російських телевізійних каналах, оскільки, на його думку, був включений в «чорний список» за командою з адміністрації Президента.
Має популярний в РФ ютуб-канал.

## Громадська і політична діяльність
З 1988 року — кандидат у члени КПРС. У 1989 році відмовився від вступу, мотивуючи цей крок незгодою з політикою Генерального секретаря ЦК КПРС Михайла Горбачова.
У питанні подій «Оксамитової революції» у Вірменії підтримав народні протести і прихід до влади Нікола Пашиняна.
Виступав з критикою соціально-економічної політики Володимира Путіна та уряду РФ, зокрема, виступив з критикою бюджетного правила, запровадженого міністерством фінансів, і плаваючого курсу рубля.
Брав участь в організованих КПРФ протестах проти пенсійної реформи в Москві, закликав прихильників взяти участь в мітингах.
На виборах глав суб'єктів Федерації 9 вересня 2018 року закликав голосувати проти «Єдиної Росії». Восени 2018 року на виборах глави республіки Хакасія підтримав кандидата від КПРФ В. Коновалова, а на губернаторських виборах в Примор'ї — А. Іщенко.
9 грудня 2018 року виступив проти можливої передачі Курильських островів Японії, розкритикувавши риторику офіційних осіб Росії. 20 січня 2019 року виступив на мітингу «Курили — наші».
На початку січня 2019 року на своїй сторінці в соціальній мережі Facebook Платошкін розмістив відео, де оголосив про намір створити громадсько-політичне об'єднання «За новий соціалізм» і виклав основні пункти програми цього руху (метою руху є відновлення соціалізму в Росії шляхом виборів).
4 червня 2020 року Слідчим комітетом Росії щодо Платошкіна було порушено кримінальну справу за ознаками злочинів, передбачених ч. 1.1 ст. 212 КК Росії (схилення або інше залучення особи до вчинення масових заворушень, що супроводжувалися насильством, погромами, підпалами, знищенням майна, застосуванням зброї, вибухових пристроїв, вибухових, отруйних або інших речовин і предметів, що представляють небезпеку для оточуючих, а також наданням збройного опору представникові влади), а також ст. 207.1 КК Росії (публічне поширення завідомо неправдивої інформації про обставини, що становлять загрозу життю і безпеці громадян). Вранці в квартирі Платошкіна був проведений обшук, в результаті якого, за словами його дружини, забрали комп'ютери, камеру, банер, на тлі якого відеоблогер знімав свої відео, а також сімейні заощадження. Жодних повісток з СК до цього Платошкін не отримував. Після обшуку політик був затриманий і доставлений в СК Росії. Увечері Басманний районний суд Москви відправив політика під домашній арешт до 2 серпня, після чого відбувся новий обшук за місцем офіційної прописки Платошкіна.
Позитивно оцінює Сталіна.

## Кримінальна справа
Приводом для звинувачення за статтею про масові заворушення стали кілька роликів Платошкіна в ютубі, звинувачення за статтею 207.1 КК також стосувалося роликів на ютубі: за версією слідства, під час пандемії громадський діяч закликав до порушення обмежувальних заходів.

## Родина
- Мати — Валентина Миколаївна (народилася у 1938 році, Рязанська область, Сараєвський район, село Високе) — на пенсії, працювала агрономом.
- Батько — Микола Іванович (народився в 1936 році, в Тамбовської області) — на пенсії, працював інженером сільськогосподарського підприємства.
- Дружина — Анжеліка (одружилися влітку 1987 року) — родом з Костроми, наполовину гречанка.

### Дисертації
- Платошкин Н. Н. Мемельский (Клайпедский) вопрос в международных отношениях: диссертация … кандидата исторических наук: 07.00.15. — М., 2003. — 159 с.
- Платошкин Н. Н. Причины и ход Берлинского кризиса 1953—1961 гг.: диссертация … доктора исторических наук: 07.00.03. — МГПУ. — М., 2009. — 406 с.

### Монографії
- Платошкин Н. Н. Жаркое лето 1953 года в Германии: впервые о восстании рабочих в ГДР. — М. : Олма-Пресс, 2004. — 380 с. — (Досье) — ISBN 5-94849-577-9.
- Платошкин Н. Н. Гражданская война в Испании. 1936—1939 гг. — Олма-Пресс, 2005. — 478 с. — (Архив) — ISBN 5-224-04456-1.
- Платошкин Н. Н. Убийство президента Кеннеди. Ли Харви Освальд — убийца или жертва?: [русская версия преступления]. — М. : Молодая гвардия, 2007. — 349 с. — (Дело N…) — ISBN 978-5-235-03001-5.
- Платошкин Н. Н. История Мексиканской революции: в 3 томах. — М. : Ун-т Дмитрия Пожарского, 2011. — 428 с. — ISBN 978-5-91244-034-2.
- Платошкин Н. Н. История Мексиканской революции: в 3 томах. — М. : Ун-т Дмитрия Пожарского, 2011. — 449 с. — ISBN 978-5-91244-035-9.
- Платошкин Н. Н. История Мексиканской революции: в 3 томах. — М. : Ун-т Дмитрия Пожарского, 2011. — 366 с. — ISBN 978-5-91244-036-6.
- Платошкин Н. Н. Чили 1970—1973 гг.: Прерванная модернизация. — М. : Ун-т Дмитрия Пожарского: РФСОН, 2011. — 488 с. — ISBN 978-5-91244-039-7.Платошкин Н. Н. Чили 1970—1973 гг.: Прерванная модернизация. — М. : Ун-т Дмитрия Пожарского: РФСОН, 2011. — 488 с. — ISBN 978-5-91244-039-7.
- Платошкин Н. Н. Интервенция США в Доминиканской республике 1965 года. — М. : Ун-т Дмитрия Пожарского: РФСОН, 2012. — 400 с. — ISBN 978-5-91244-086-1.
- Платошкин Н. Н. Сандинистская революция в Никарагуа: предыстория и последствия. — М. : Ун-т Дмитрия Пожарского: РФСОН, 2015. — 781 с. — (Холодная война. История Латинской Америки) — ISBN 978-5-91244-103-5.
- Платошкин Н. Н. Гренадская революция и интервенция США (1979—1983 гг.). — М. : Изд-во МосГУ, 2015. — 340 с. — ISBN 978-5-906768-83-4.
- Платошкин Н. Н. Венесуэла и Чавес: биография страны и человека. — М. : Изд-во МосГУ, Кафедра истории и международных отношений, 2015. — 458 с. — ISBN 978-5-906822-28-4.
- Платошкин Н. Н. Весна и осень чехословацкого социализма. Чехословакия в 1938—1968 гг.: в 2 частях. — М. : Ун-т Дмитрия Пожарского: РФСОН, 2016. — 459 с. — (Холодная война) — ISBN 978-5-91244-119-6.
- Платошкин Н. Н. Весна и осень чехословацкого социализма. Чехословакия в 1938—1968 гг.: в 2 частях. — М. : Ун-т Дмитрия Пожарского: РФСОН, 2016. — 565 с. — (Холодная война) — ISBN 978-5-91244-164-6.
- Платошкин Н. Н. Че Гевара. — М. : Молодая гвардия, 2017. — 699 с. — (ЖЗЛ; Вып. 1818 [1618]) — ISBN 978-5-235-03728-1.
- Платошкин Н. Н. Американская разведка против Гитлера. — М. : Вече, 2017. — 317 с. — (Гриф секретности снят) — ISBN 978-5-4444-5661-3.
- Платошкин Н. Н. Американская разведка против Сталина. — М. : Вече, 2017. — 412 с. — (Гриф секретности снят) — ISBN 978-5-4444-5585-2.
- Платошкин Н. Н. Роберт Кеннеди. — М. : Тов-во науч. изд. КМК, 2017. — 264 с. — ISBN 978-5-9909884-6-0.
- Платошкин Н. Н. Танго со смертью: в 2 томах. — М. : Тов-во науч. изд. КМК, 2018. — 547 с. — ISBN 978-5-907099-26-5.
- Платошкин Н. Н. Танго со смертью: в 2 томах. — М. : Тов-во науч. изд. КМК, 2018. — 592 с. — ISBN 978-5-907099-28-9.

### Переклади
- Люттвак Эдвард Николае. Возвышение Китая наперекор логике стратегии. — М.: Университет Дмитрия Пожарского, 2016.
- Люттвак Эдвард Николае. Стратегия. Логика войны и мира. — М.: Университет Дмитрия Пожарского, 2016.
- Люттвак, Эдвард Н. Государственный переворот: Практическое пособие = Coup d'État: A Practical Handbook. — М. : Университет Дмитрия Пожарского, 2012. — ISBN 978-5-91244-021-2.

### Редактор
- Украинский национализм как угроза национальной безопасности России: Материалы межвузовского круглого стола (Москва, 25 февраля 2015 г.) / науч. ред. Н. Н. Платошкин. — М. : Изд-во МосГУ, 2015. — 77 с. — ISBN 978-5-906768-69-8.
- Борьба против фальсификации истории Второй мировой войны: 70-летию Великой Победы посвящается: Материалы межвузовского круглого стола (Москва, 23 апреля 2015 г.) / науч. ред. Н. Н. Платошкин. — М. : Изд-во МосГУ, 2015. — 58 с. — ISBN 978-5-906822-00-0.
- Концепция смены режима как инструмент внешней политики США: Материалы международного межвузовского круглого стола (Москва, 6 апреля 2016 г.) / отв. ред. Н. Н. Платошкин. — М. : Изд-во МосГУ, 2016. — 97 с. — ISBN 978-5-906822-92-5.